# Johannes Poethen

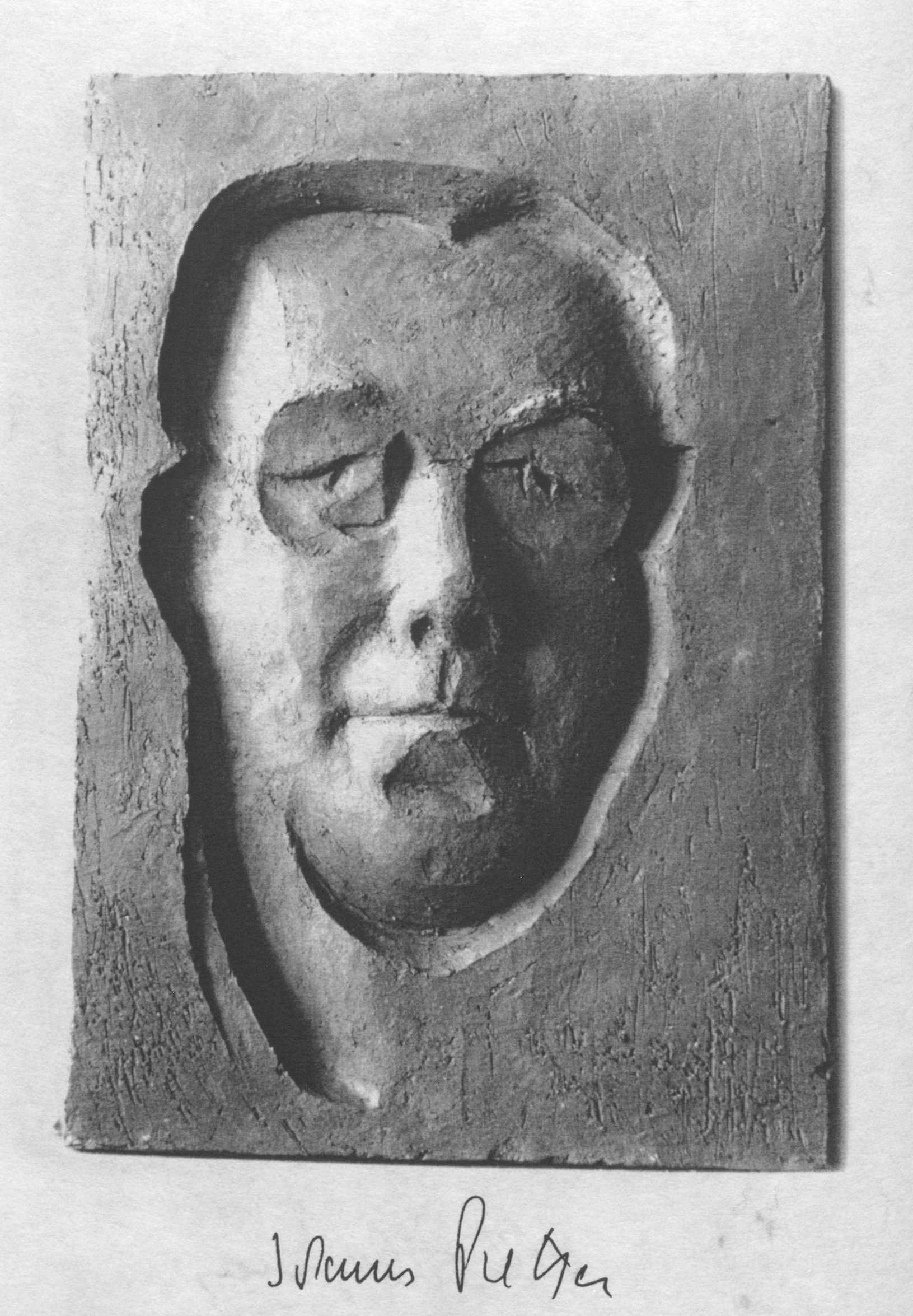
Porträtrelief Johannes Poethen, von ihm signiert von Eva Zippel, Terrakotta, 2000.

Johannes Poethen (* 13. September 1928 in Wickrath; † 9. Mai 2001 in Stuttgart) war ein
deutscher Schriftsteller.

## Leben
Johannes Poethen, dessen Vater Realschullehrer war, besuchte Schulen in Köln, Weingarten und Malching/Oberbayern. 1944 wurde er als Flakhelfer eingezogen. Nach dem Ende des Zweiten Weltkriegs machte er 1948 sein Abitur in Köln und studierte anschließend Germanistik und daneben Klassische Philologie (mit dem Schwerpunkt griechische Mythologie) an der Universität Tübingen. Ab 1949 führten ihn mehrere Reisen nach Griechenland und in den übrigen Mittelmeerraum. Poethen lebte damals als freier Schriftsteller in Hirschau bei Tübingen. Ab 1956 war er freier Mitarbeiter des Süddeutschen Rundfunks in Stuttgart. Von 1978 bis 1991 leitete er die Abteilung Literatur und Kunst beim selben Sender. Er gehörte zu den Initiatoren des Stuttgarter Schriftstellerhauses. Von 1986 bis zu seinem Tod lebte er abwechselnd in Stuttgart und Vrachati/Peloponnes in Griechenland.
Johannes Poethen schrieb vorwiegend Gedichte, die anfangs formal von Dichtern wie Eichendorff und Hölderlin beeinflusst waren und (wie auch seine zahlreichen Essays) stark unter dem Eindruck des Erlebnisses der griechischen Literatur und Kultur standen. In den siebziger Jahren vollzog Poethen eine Wende zu freieren Formen, in denen er sich kritisch mit Problemen der Gegenwartsgesellschaft auseinandersetzte.

## Mitgliedschaften, Ehrungen und Auszeichnungen
Johannes Poethen war seit 1967 Mitglied des Verbandes Deutscher Schriftsteller (von 1977 bis 1991 fungierte er als Vorsitzender des Landesverbandes Baden-Württemberg) und seit 1970 vom PEN.-Zentrum Deutschland.
Er erhielt u. a. folgende Auszeichnungen: 1959 den Hugo-Jacobi-Preis, 1962 den Förderpreis für Literatur der Stadt Köln, 1967 den Förderpreis zum Immermann-Preis der Stadt Düsseldorf, 1976 das Bundesverdienstkreuz am Bande und 1988 das Bundesverdienstkreuz 1. Klasse, 1990 den
Literaturpreis der Stadt Stuttgart sowie 1998 die Verdienstmedaille des Landes Baden-Württemberg. 2000 wurde er zum Kommandanten des griechischen Phönix-Ordens ernannt.

## Werke
- Lorbeer über gestirntem Haupt, Düsseldorf [u. a.] 1952
- Risse des Himmels, Esslingen 1956
- Stille im trockenen Dorn, Esslingen 1958
- Ankunft und Echo, Frankfurt am Main 1961
- Baumgedicht, Stuttgart 1961
- Episode mit Antifanta, Stierstadt im Taunus 1962
- Gedichte, Darmstadt 1963
- Wohnstatt zwischen den Atemzügen, Hamburg 1966
- Kranichtanz, Stuttgart 1967
- Im Namen der Trauer, Hamburg [u. a.] 1969
- Aus der unendlichen Kälte, Darmstadt 1970
- Gedichte 1946–1971, Hamburg 1973
- Rattenfest im Jammertal. Gedichte 1972–1975, Düsseldorf 1976
- Der Atem Griechenlands, Düsseldorf 1977
- Ach Erde, du alte, Leonberg 1978
- Otto kauft sich ein Auto, Hannover 1978
- Ach Erde, du alte. Gedichte 1976–1980, Stuttgart 1981
- In memoriam Gries, Hauzenberg 1984
- Schwarz das All, Scheer 1984
- Auch diese Wörter, Weingarten 1985
- Eines Morgens über dem Golf, Warmbronn 1986
- Urland Hellas, Weingarten 1987
- Wer hält mir die Himmelsleiter, Karlsruhe 1988
- Auf der Suche nach Apollon, Tübingen 1992
- Die Möwen der Hagia Sophia, Warmbronn 1992
- Das Nichts will gefüttert sein, Weißach im Tal 1995
- Zwischen dem All und dem Nichts, Ettingen 1995
- Du zwischen den Zeilen, Tübingen 1996
- Solang das Spiel dauert, Warmbronn 1998
- Von Kos bis Korfu, Eggingen 1998
- Nach all den Hexametern, Stuttgart 2001
- In Bruder Sphären Wettgesang, Leonberg 2003

### Ausgewählte Gedichte
- Festa (Der wein schläft in den bechern rot)
- ATME kind atme
- AUSGELIEFERT dem schrei mit den zahllosen gliedern[1]

### Herausgeberschaft
- Stuttgarter Lesebuch, Karlsruhe 1989